# Prix Lumière/Beste Regie

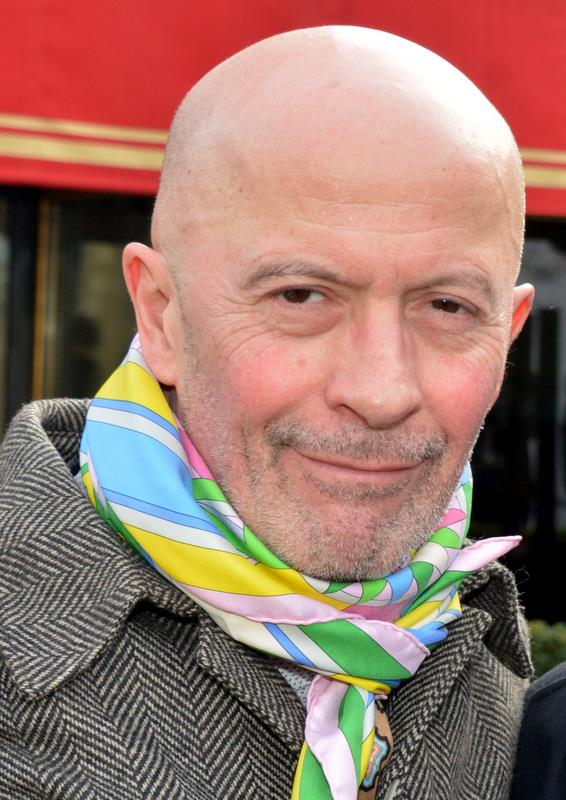
Preisträger 2025: Jacques Audiard (Emilia Pérez)

Der Prix Lumière in der Kategorie Beste Regie (Meilleur réalisateur) wird seit 1996 verliehen. Die französische Auslandspresse vergibt seit diesem Jahr ihre Auszeichnungen für die besten Filmproduktionen und Filmschaffenden rückwirkend für das vergangene Kinojahr.
Am erfolgreichsten in dieser Kategorie war bisher Jacques Audiard, der es auf vier Auszeichnungen brachte. In zehn Fällen stimmte der prämierte Regisseur mit dem späteren César-Gewinner überein, zuletzt 2023 geschehen mit der Preisvergabe an Albert Serra für Pacifiction.
| Jahr | Preisträger/-in       | Originaltitel                           | Deutscher Titel                    |
| ---- | --------------------- | --------------------------------------- | ---------------------------------- |
| 1996 | Mathieu Kassovitz     | La haine                                | Hass                               |
| 1997 | Cédric Klapisch       | Un air de famille                       | Typisch Familie!                   |
| 1998 | Luc Besson*           | The Fifth Element                       | Das fünfte Element                 |
| 1999 | Erick Zonca           | La vie rêvée des anges                  | Liebe das Leben                    |
| 2000 | Luc Besson            | The Messenger: The Story of Joan of Arc | Johanna von Orleans                |
| 2001 | Agnès Jaoui           | Le goût des autres                      | Lust auf Anderes                   |
| 2002 | Patrice Chéreau       | Intimacy                                | Intimacy                           |
| 2003 | François Ozon         | 8 femmes                                | 8 Frauen                           |
| 2004 | Alain Resnais         | Pas sur la bouche                       | Nicht auf den Mund                 |
| 2005 | Jean-Pierre Jeunet    | Un long dimanche de fiançailles         | Mathilde – Eine große Liebe        |
| 2006 | Philippe Garrel       | Les amants réguliers                    | Unruhestifter                      |
| 2007 | Pascale Ferran        | Lady Chatterley                         | Lady Chatterley                    |
| 2008 | Abdellatif Kechiche*  | La graine et le mulet                   | Couscous mit Fisch                 |
| 2009 | François Dupeyron     | Aide-toi, le ciel t’aidera              | k. A.                              |
| 2010 | Jacques Audiard*      | Un prophète                             | Ein Prophet                        |
| 2011 | Roman Polański*       | The Ghost Writer                        | Der Ghostwriter                    |
| 2012 | Maïwenn               | Polisse                                 | Poliezei                           |
| 2013 | Jacques Audiard       | De rouille et d’os                      | Der Geschmack von Rost und Knochen |
| 2014 | Abdellatif Kechiche   | La vie d’Adèle                          | Blau ist eine warme Farbe          |
| 2015 | Abderrahmane Sissako* | Timbuktu                                | Timbuktu                           |
| 2016 | Arnaud Desplechin*    | Trois souvenirs de ma jeunesse          | Meine goldenen Tage                |
| 2017 | Paul Verhoeven        | Elle                                    | Elle                               |
| 2018 | Robin Campillo        | 120 battements par minute               | 120 BPM                            |
| 2019 | Jacques Audiard*      | Les Frères Sisters                      | The Sisters Brothers               |
| 2020 | Roman Polański*       | J’accuse                                | Intrige                            |
| 2021 | Maïwenn               | ADN                                     | DNA                                |
| 2022 | Leos Carax*           | Annette                                 | Annette                            |
| 2023 | Albert Serra*         | Pacifiction – Tourment sur les îles     | Pacifiction                        |
| 2024 | Thomas Cailley        | Le règne animal                         | Animalia                           |
| 2025 | Jacques Audiard       | Emilia Pérez                            | Emilia Pérez                       |

* = Regisseure, die für ihren Film später den César für die beste Regie des Jahres gewannen